# Antazavė
Antazavė è una città del distretto di Zarasai della contea di Utena, nel nord-est della Lituania. Secondo un censimento del 2011, la popolazione ammonta a 413 abitanti.
È sede dell’Antanazavė Festival.
Non è molto distante da Dusetos e Imbradas.
Costituisce il centro principale dell’omonima seniūnija.

## Nome

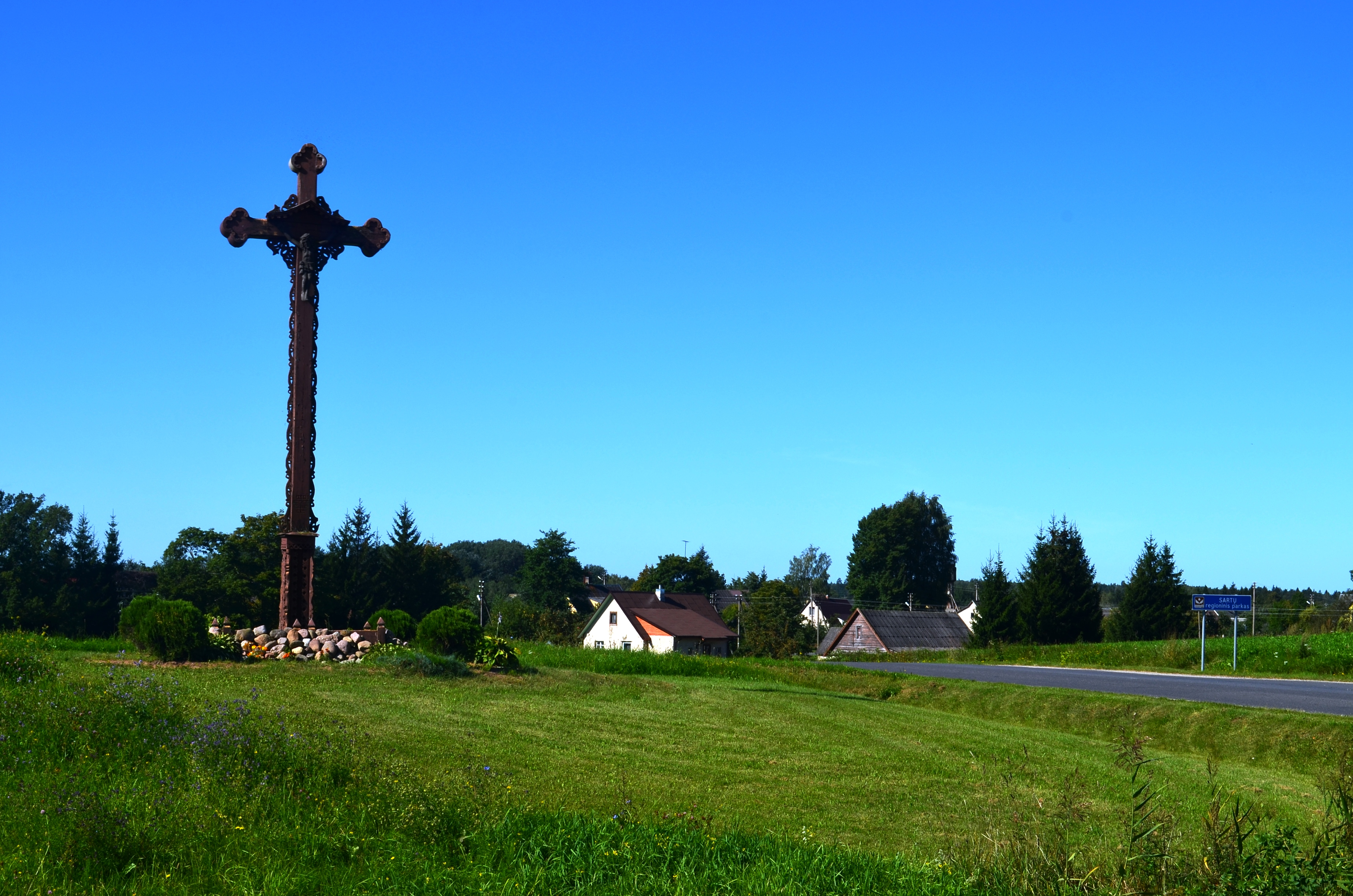
Croce all’ingresso cittadino

L'origine del nome è selonica e proviene dal lago Zalvė a sud del villaggio. In passato, la località era chiamata Untazalve (o Antazalve): anta è un prefisso e zalv- indica il lago. Un altro specchio d’acqua a cui l’insediamento è molto vicino è il Sartai.

## Storia

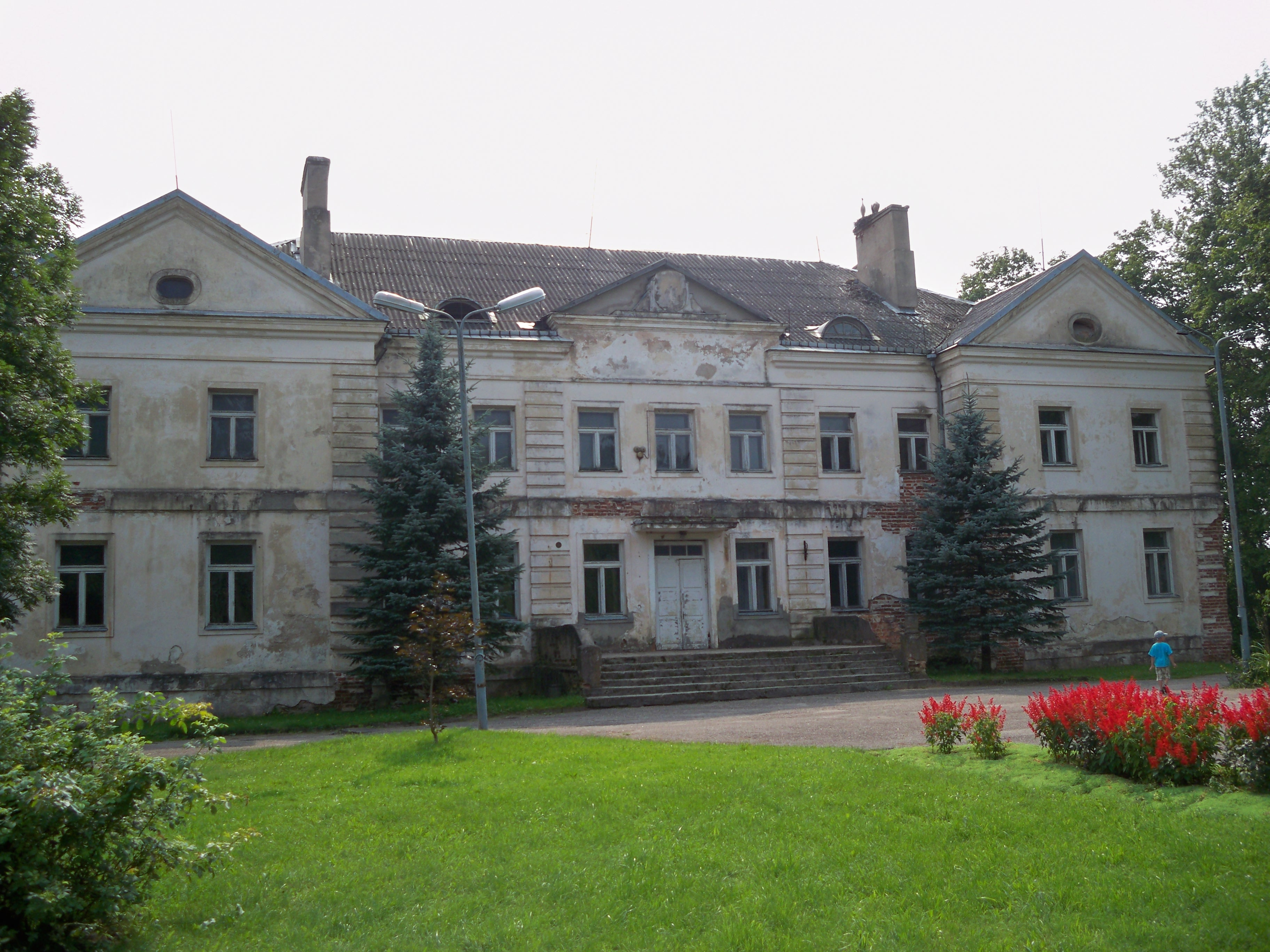
Maniero di Antazavė

Il villaggio fu menzionato per la prima volta in atti ufficiali nel 1560. Il maniero poi eretto fu progettato dal celebre architetto lituano Laurynas Gucevičius (vi si recò anche la patriota polacca Emilia Plater). In seguito, sulla riva settentrionale del lago Zalvė è stato istituito un parco di 5 ettari.
Nel 1796, fu fondata la parrocchia di Antazavė assieme alla chiesa. Di lì a poco sarebbe stata creata anche una scuola parrocchiale oltre ad una scuola elementare verso la fine dell’Ottocento.
La Casa della cultura è stata fondata nel 1951. In epoca sovietica, così come accadde a diversi centri confinanti, si formarono fattorie collettive.
Dal 16 luglio 2015 lo stemma attuale di Antazavė è divenuto quello ufficiale.

## Galleria d’immagini

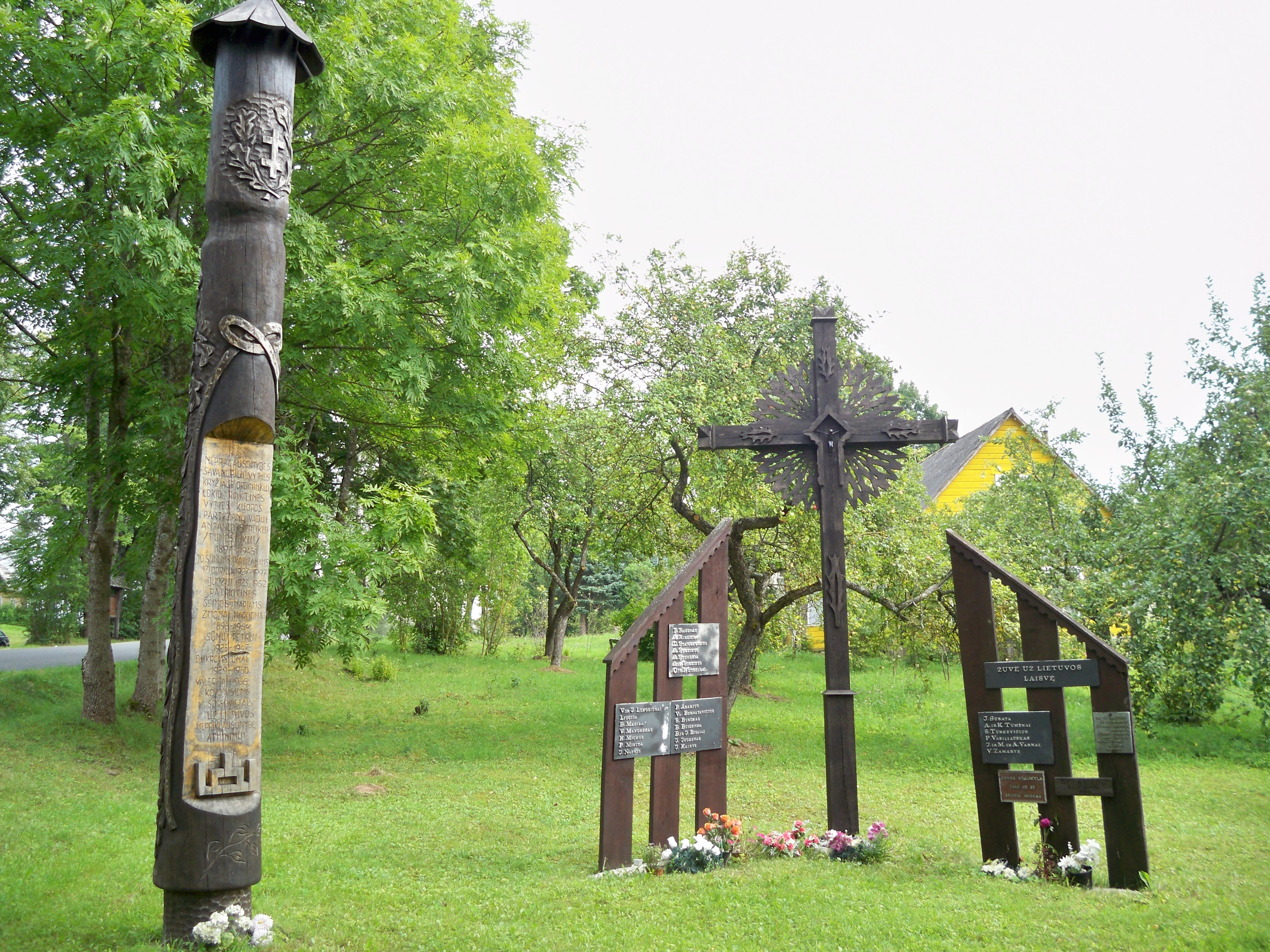
Monumento ai partigiani che si opposero all’URSS
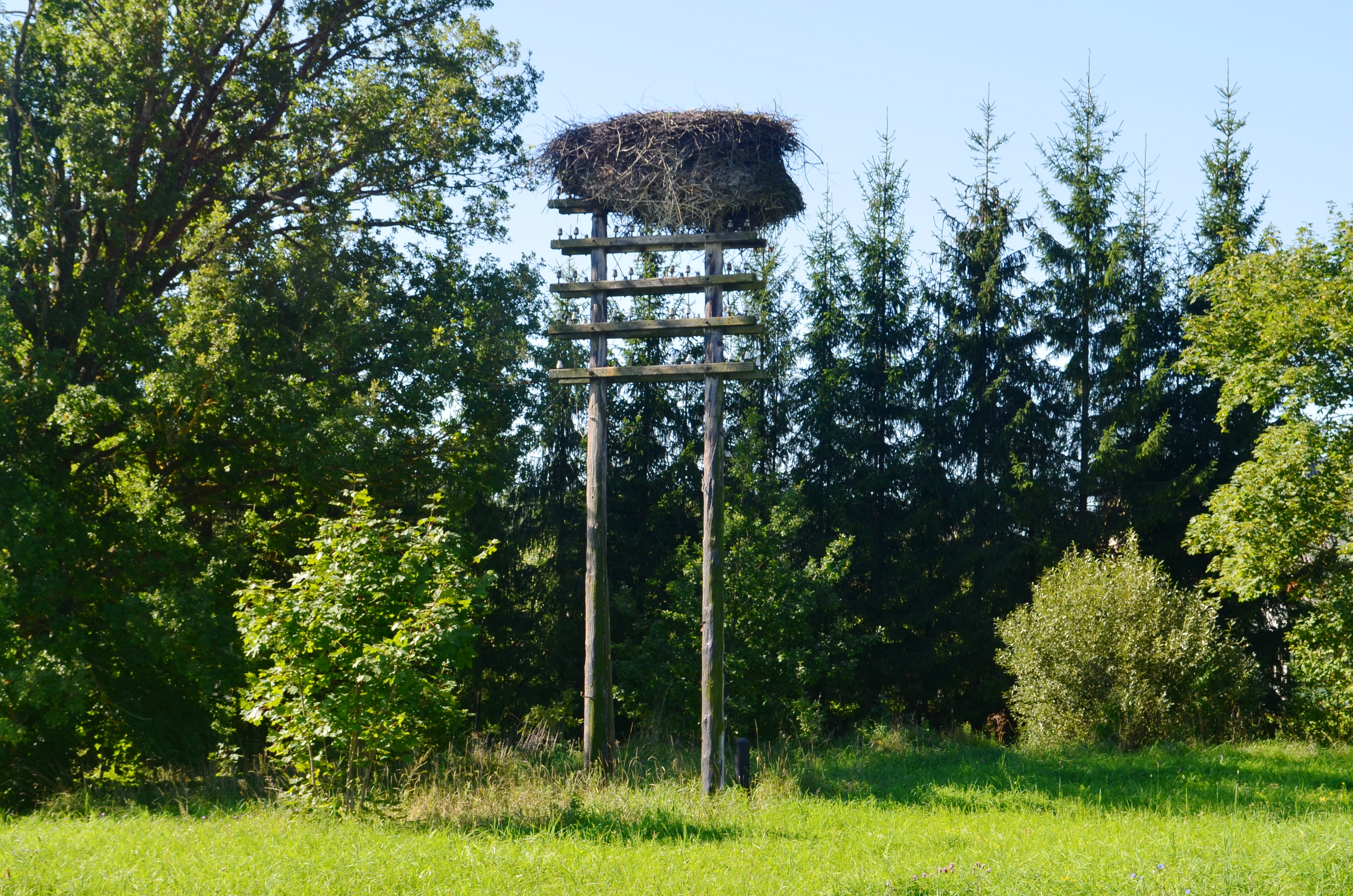
Vecchia struttura elettrica divenuta nido di cicogne
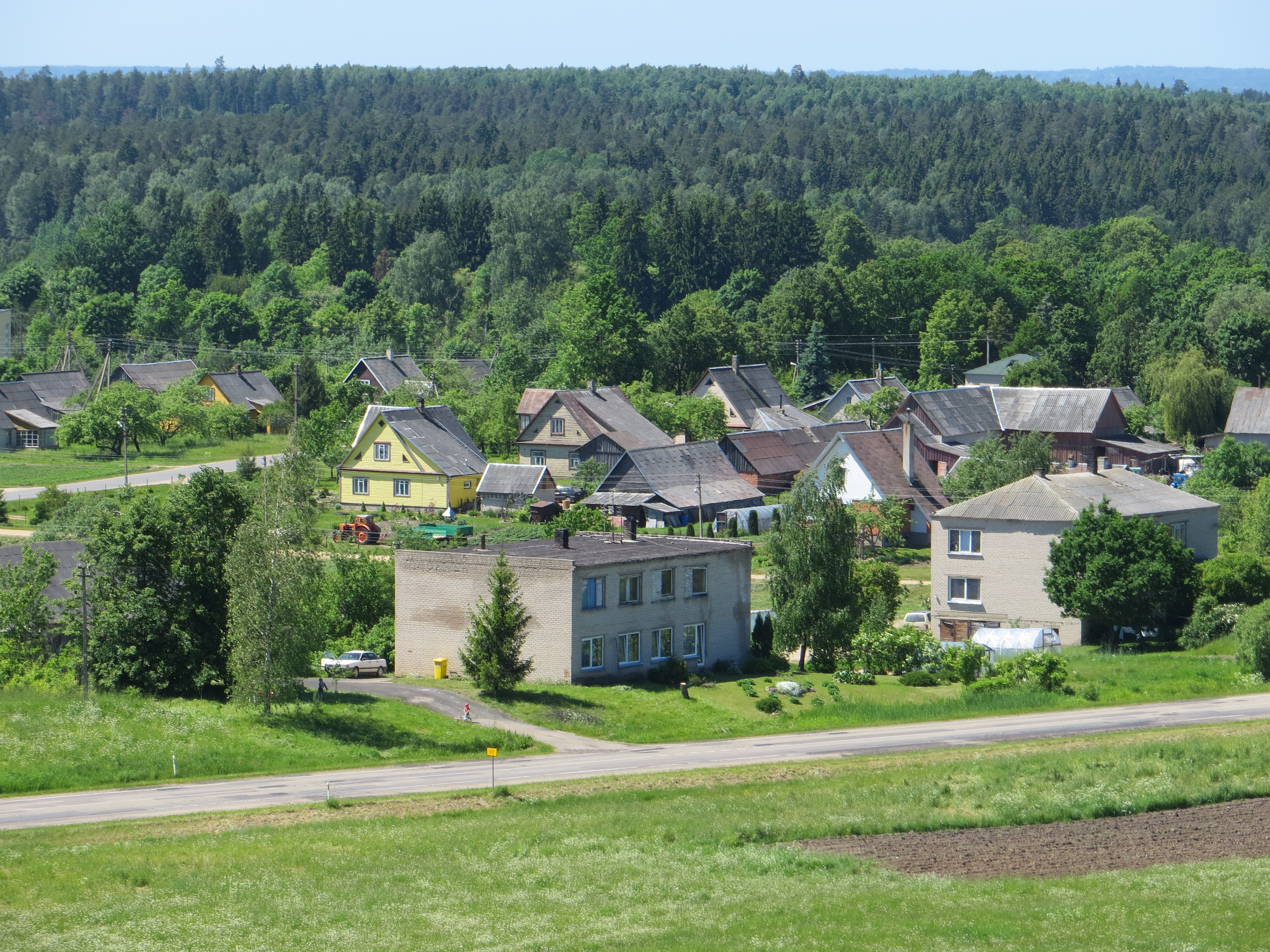
Antazavė vista da nord-est
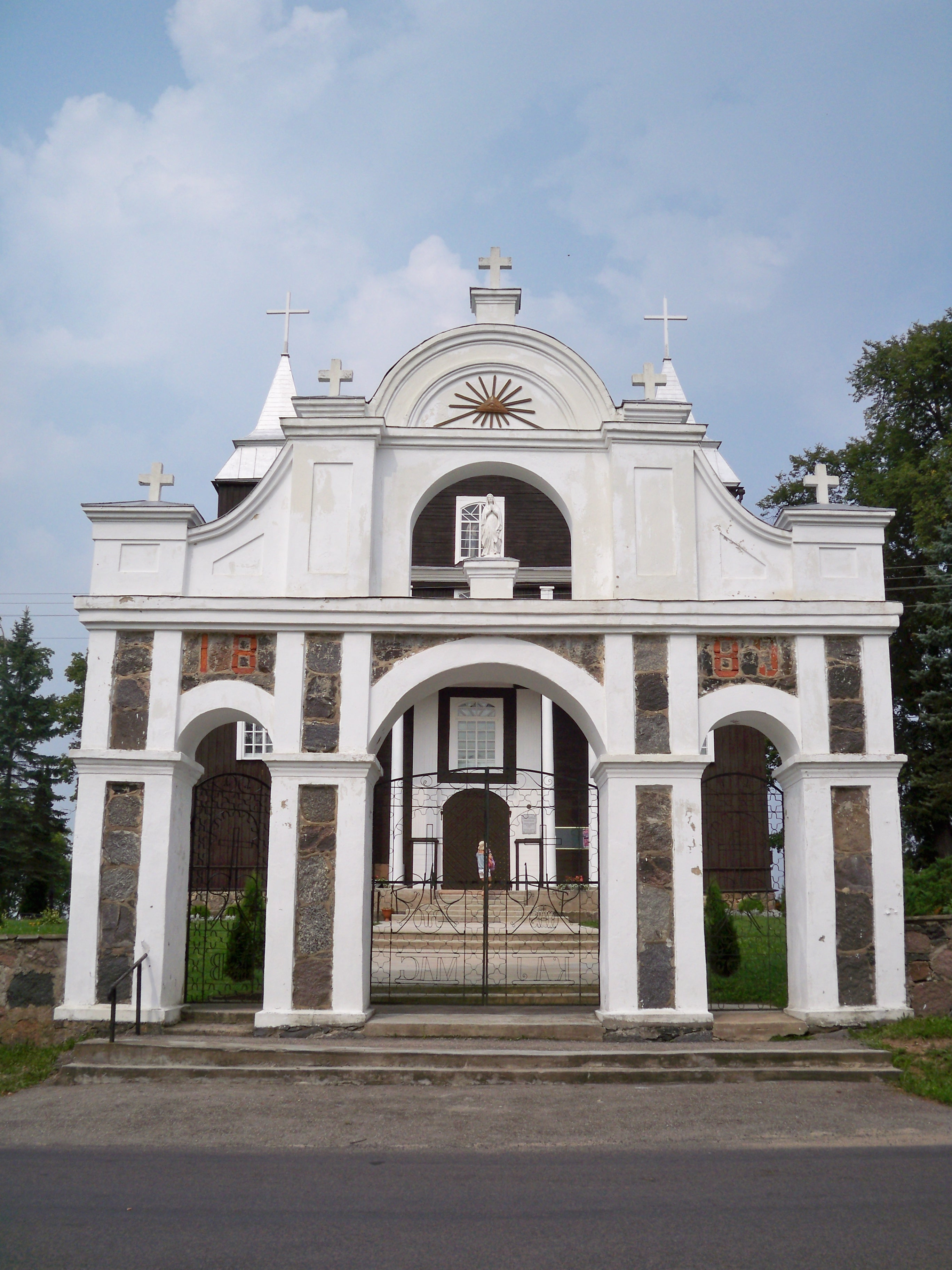
Basilica di Antazavė